# Колинсвил (Оклахома)
Колинсвил (енгл. Collinsville) град је у америчкој савезној држави Оклахома.

## Демографија
По попису из 2010. године број становника је 5.606, што је 1.529 (37,5%) становника више него 2000. године.
| Група             | 2000.         | 2010.         |
| Белци             | 3.337 (81,8%) | 4.176 (74,5%) |
| Афроамериканци    | 15 (0,4%)     | 69 (1,2%)     |
| Азијати           | 16 (0,4%)     | 117 (2,1%)    |
| Хиспаноамериканци | 70 (1,7%)     | 176 (3,1%)    |
| Укупно            | 4.077         | 5.606         |